# Le Pòrt
Le Pòrt (en francès Le Port) és un municipi francès, situat a la regió d'Occitània, departament de l'Arieja.